# Peter Marizzi
Peter Marizzi (* 4. Juni 1947 in Neunkirchen) ist ein österreichischer Politiker (SPÖ) und ehemaliger Abgeordneter zum Nationalrat.

## Ausbildung und Beruf
Peter Marizzi absolvierte nach dem Besuch der Volks- und Hauptschule zwischen 1961 und 1964 eine Schlosserlehre. Er leistete seinen Präsenzdienst ab und besuchte eine Abendschule.
Peter Marizzi war lange Zeit im Schoeller-Bleckmann-Werk Ternitz beschäftigt und als Angestellter ab 1969 in verschiedenen Bereichen tätig. Ab 1986 leitete er die Abteilung „Industrieansiedlung und Aufbau neuer Produktionen“. Von 1989 bis 1993 arbeitete Marizzi als Zentralsekretär der SPÖ, danach war er bis 1995 deren Bundesgeschäftsführer, geriet dann jedoch gemeinsam mit dem ÖVP-Abgeordneten Hermann Kraft in den Sog einer Affäre, die im Rahmen eines Beschaffungsvorganges des Bundesheeres den Anschein eines Bestechungsversuches weckte. Es werden ihm in dieser Zeit auch Verbindungen zum Umfeld des belarussischen Präsidenten Lukaschenka unterstellt.

## Politik
Peter Marizzi war ab 1973 Mitglied des Gemeinderates von Ternitz 1973 und ab 1983 Stadtrat. Er war ab 2000 Bezirksparteivorsitzender der SPÖ Neunkirchen und Mitglied des Landesparteivorstandes der SPÖ Niederösterreich. Zudem war er in verschiedenen gewerkschaftlichen Funktionen tätig.
Zwischen dem 24. November 1987 und dem 28. Oktober 1999 war Marizzi erstmals Abgeordneter zum Nationalrat. Danach war er vom 18. November 1999 bis 8. Jänner 2002 Bundesrat und vom 9. Jänner 2002 bis 27. Oktober 2008 erneut Abgeordneter zum Nationalrat. Marizzi war seit 2006 Obmannstellvertreter im Ausschuss für Wirtschaft und Industrie.

## Auszeichnungen
- 2000: Großes Silbernes Ehrenzeichen für Verdienste um die Republik Österreich[4]
- 2007: Großes Goldenes Ehrenzeichen für Verdienste um die Republik Österreich[4]